# Клятва лікаря України
Клятва лікаря — урочиста й офіційна присяга, яку мають давати всі випускники вищих навчальних медичних закладів України.

## Указ про Клятву
Указ про Клятву лікаря N 349 підписав Президент України Кравчук Л. М. 15 червня 1992 року, до цього випускники вищих навчальних медичних закладів складали Присягу лікаря Радянського Союзу.
Надаючи великого значення виконанню лікарями високих професійних обов'язків та враховуючи багатовікові традиції світової медицини, постановляю :
1. Затвердити текст Клятви лікаря (додається).
2. Клятву лікаря повинні давати усі випускники вищих навчальних медичних закладів України.

Клятва лікаря дається в урочистій обстановці в присутності професорсько-викладацького складу вищого навчального медичного закладу (факультету) і представників громадськості.
Текст Клятви зачитується і повторюється випускниками інституту (факультету) колективно. Після цього виконується Державний гімн України.
Підписаний випускником текст Клятви лікаря зберігається в його особистій справі. В дипломі робиться відмітка про прийняття Клятви лікаря, текст якої вкладається в диплом.

## Текст Клятви
Клятва Лікаря України
Набувши професії лікаря та усвідомивши важливість обов'язків, що покладаються на мене, в присутності моїх учителів і колег урочисто клянусь:
- усі знання, сили та вміння віддавати справі охорони і поліпшення здоров'я людини, лікуванню і запобіганню захворювань, надавати медичну допомогу всім, хто її потребує;
- незмінно керуватися у своїх діях і помислах принципами загальнолюдської моралі, бути безкорисливим і чуйним до хворих, визнавати свої помилки, гідно продовжувати благородні традиції світової медицини;
- зберігати лікарську таємницю, не використовувати її на шкоду людині;
- додержувати правил професійної етики, не приховувати правди, якщо це не зашкодить хворому;
- постійно поглиблювати і вдосконалювати свої знання та вміння, у разі необхідності звертатися за допомогою до колег і самому ніколи їм у цьому не відмовляти, бути справедливим до колег;
- власним прикладом сприяти вихованню фізично і морально здорового покоління, утверджувати високі ідеали милосердя, любові, злагоди і взаємоповаги між людьми.

Вірність цій Клятві присягаю пронести через усе своє життя.